# 芙拉娃娃
芙拉（Fulla）是一个高11.5英寸的类似芭比的时尚娃娃。她替代芭比娃娃在伊斯兰和中东国家的儿童市场打开销路。设计芙拉娃娃的概念大约发展于1999年，并在2003年年底推出市场。芙拉是由一家来自杜拜名为「新男孩」New Boy的阿聯酋玩具制造公司生产的。除了美国市场外，芙拉还销往中国、巴西、北非以及埃及。虽然，在芙拉之前市面上也有一些戴伊斯兰头巾的玩偶例如拉桑妮和摩洛哥芭比， 但是这些玩偶的受欢迎程度都远不及芙拉。 对一些穆斯林人来说， 芙拉是一种典范， 她体现出了许多穆斯林人更喜欢他们的女儿有怎样的穿着打扮和行为举止。

## 发展和信息

### 外貌
起初，芙拉被设计成拥有一双棕色的眼睛和一头长长的夹杂着赤褐色发丝的炭黑色头发。但是后来推出的娃娃 Yasmeen和 Nada 也有了较淡颜色的头发和眼睛。该产品的开发团队考虑了大约10种不同的面孔后，才定下芙拉最终的长相。在沙特市场，芙拉身着黑色的阿巴雅长袍并佩带头巾，但是在其他场合，她是没有蒙面纱的，因为产品开发团队不希望‘走极端’。对于更自由的国家市场，芙拉身穿淡彩色的外衣并戴着一条白色的頭巾。她的户外服饰也从此变得更加丰富多彩，但是她的肩膀却是永远被遮住的，而且裙子也总是低于膝盖。因为在传统上，穆斯林妇女是不会露出很多皮肤的。尽管如此，她的室内衣服则被设计成现代服饰的样子，其中包括晚裝裙，民族服飾，甚至是連著娃娃本體的内衣。

### 阿拉伯价值观
在沙特阿拉伯，是禁止出售芭比娃娃的，因为她所体现的价值观不被那个社会所认同。所以，芙拉被创造成为芭比娃娃的替代品来反映穆斯林道德价值观(但在開明的伊斯蘭國家卻是同時出售芭比和芙拉)。芙拉是以一种只生长在中东地区气味芬芳的茉莉花命名的。她的个性设计为‘充满爱心、细心体贴、尊重父母、诚实律己、善待朋友、热爱阅读、喜欢时尚却不狂热追崇’。芙拉有两个朋友，亚思敏和纳达，以及一个弟弟和一个妹妹。除了一个为她而设计的保护型的父親外，还有两个新身份‘芙拉牙医’和‘芙拉老師’也已經推出，因为芙拉的创作者相信这两种都是受尊敬的职业。芙拉将不会有男朋友，因为穆斯林认为这不符合伊斯兰教的价值观。芙拉的创作者认为，穆斯林家长对于西方社会在性和妇女角色观念上产生的变化感到愤怒，意味着芙拉应显示出传统的伊斯兰价值观和社会等级制度。不过，除了伊斯兰头巾外，芙拉也的确有许多符合穆斯林价值观的服饰，这些服饰反映了现如今中东国家穆斯林女孩们日常生活的着装。而且，其中的一些在西方也仍被认为是时尚。
然而，芙拉的表現可說是反傳統，思想開明的穆斯林，例如她可以自己單人匹馬前往麥加的天房朝聖。 而且她也有接受高中教育的機會，父母並沒有要求她提早出嫁，這一點有可能是受到諾珠．阿里的影響。在她的《我十歲，離婚》一書提及，她在那著名的童婚離婚案後第一次度過她的生日派對，她收到的其中一份生日禮物，就是芙拉娃娃。

### 广告
在沙特阿拉伯，有商业动画广告来展示芙拉的生活，如芙拉在太阳升起时做祷告，烘焙蛋糕给朋友惊喜，或在临睡前读书。芙拉的品牌经理法瓦兹·阿比丁说，这些场景被设计为‘旨在传达芙拉的价值观’，也体现了芙拉所推崇的是什么样的仪表仪态。芙拉的第一則动画广告都以她那高亢的歌声开头，並用阿拉伯语唱着：“她将马上来到我的身边，我会告诉她我隐藏最深的秘密”。有時候，动画广告會在不同的國家有不同的版本，例如〈花園〉就有半開長袍和典型長袍兩個版本
芙拉的另一系列面向家庭的商业广告，是由一组中東女孩演员们来展示芙拉主題運動用品，文具和饰品配件等。至於早期的玩偶广告往往推广体面庄重的服饰，其中一个广告就曾用提示语句来宣传：“当你带芙拉娃娃出门时，可不要忘了她的新式的春款阿巴雅长袍哦！”
至於Fulla Magazine廣告，就是每期一個廣告，以介紹芙拉雜誌內容為主。另外還有特別為齋戒月而設的向芙拉問問題的廣告。

## 不同于芭比
芙拉与芭比娃娃在很多方面都很相似，例如尺寸、高度、还有人气，因此芙拉也有‘穆斯林芭比’的绰号。她们的差异包括生活方式和外貌特征。芭比的活动大多是购物、与朋友打发时间，而芙拉有着广泛的兴趣爱好和职业。据新男孩品牌经理阿比丁介绍，“未来，将会有一名芙拉医生和一名芙拉教师出现，因为這两种相當受尊重的女性职业能够对小女孩产生鼓励的作用。
虽然她们都有多种多样的衣服，家具，珠宝首饰，和其他设备，但芙拉的户外衣服却不包括泳装或任何类似的暴露服饰。比起芭比那前突后翘身材高挑的曲线，芙拉则显得更纤瘦，胸部更小，而且还可能比芭比娃娃更年轻。标准的芭比是金发碧眼和白皙皮肤，而该标准芙拉则是黑发，棕色眼睛，和橄榄色皮肤。虽然如此，他们都同样被认定为非凡美丽的象征——一种女性所依照遵从的形象。实际上，芙拉曾一度被形容成为美泰儿芭比娃娃的物质对立面。设计芙拉目的是要向全世界推广伊斯兰教价值观以及树立一个典型的穆斯林女孩的榜样，而芭比娃娃则是以美国作为目标市场。

## 受欢迎度
芙拉是连带一系列的配件出售的，其中包括雨伞、钟表、自行车、玉米片、摄像机、CD播放器、充气椅、和游泳池。与芭比娃娃不同的是，她被设计成传统的围绕着家庭和家人生活穆斯林妇女。一些穆斯林家长认为，如果女孩们愿意给娃娃带头巾，那她们也会更鼓励给自己戴伊斯兰头巾，所以芙拉一直被誉为穆斯林女孩的好榜样。
超过130万芙拉娃娃被售出。香港绍元国际有限公司 （页面存档备份，存于）以制造商的身份，在中国推出了一款与芙拉十分相似的娃娃，名字为芙拉文(Fulah)，连出售的包装也几乎一模一样。相对于平均收入为3100美元的国家来说，大约10美元价格的标准款式娃娃还是比较贵的。正因为如此，新男孩公司才又创造了一款称作芙拉风的较便宜的娃娃。
2012年後，由於中東受到伊斯蘭國的威脅，內戰不斷，新男孩在2013年起暫停了幾年芙拉娃娃商品，這段期間是出零食。在2016年7月終於推出新芙拉娃娃，並與韓國的Young Toys合作，把其魔法少女娃娃Secret Jouju 시크릿쥬쥬授權改成Fulla Princess在中東出售。
沙特玩具公司Toy Triangle把新男孩收購後，在2025年重新推出少用黑色、多以淡色作主題的Fulla。